# Nowa Wieś (Krakau)

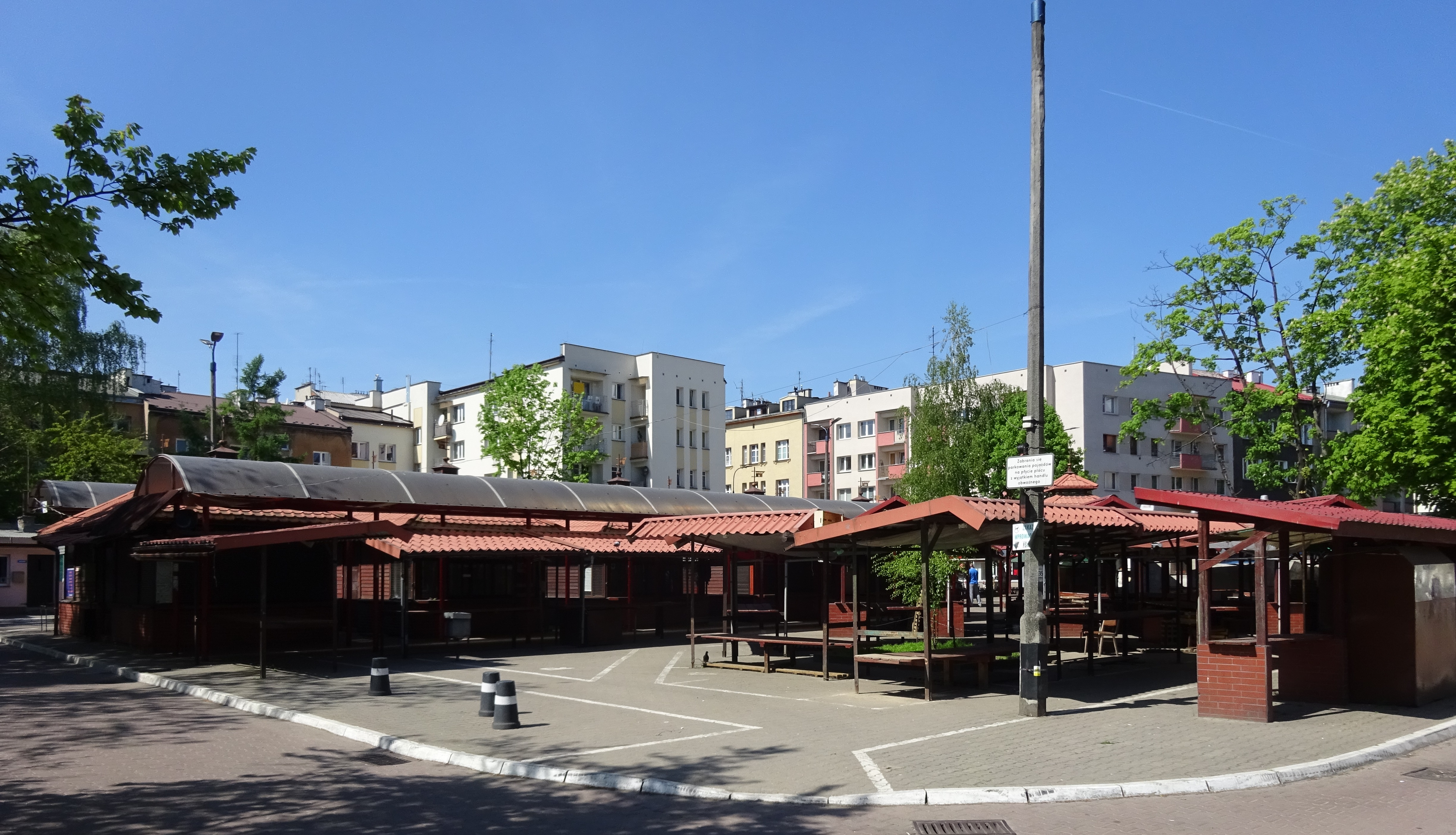
Nowowiejski-Platz

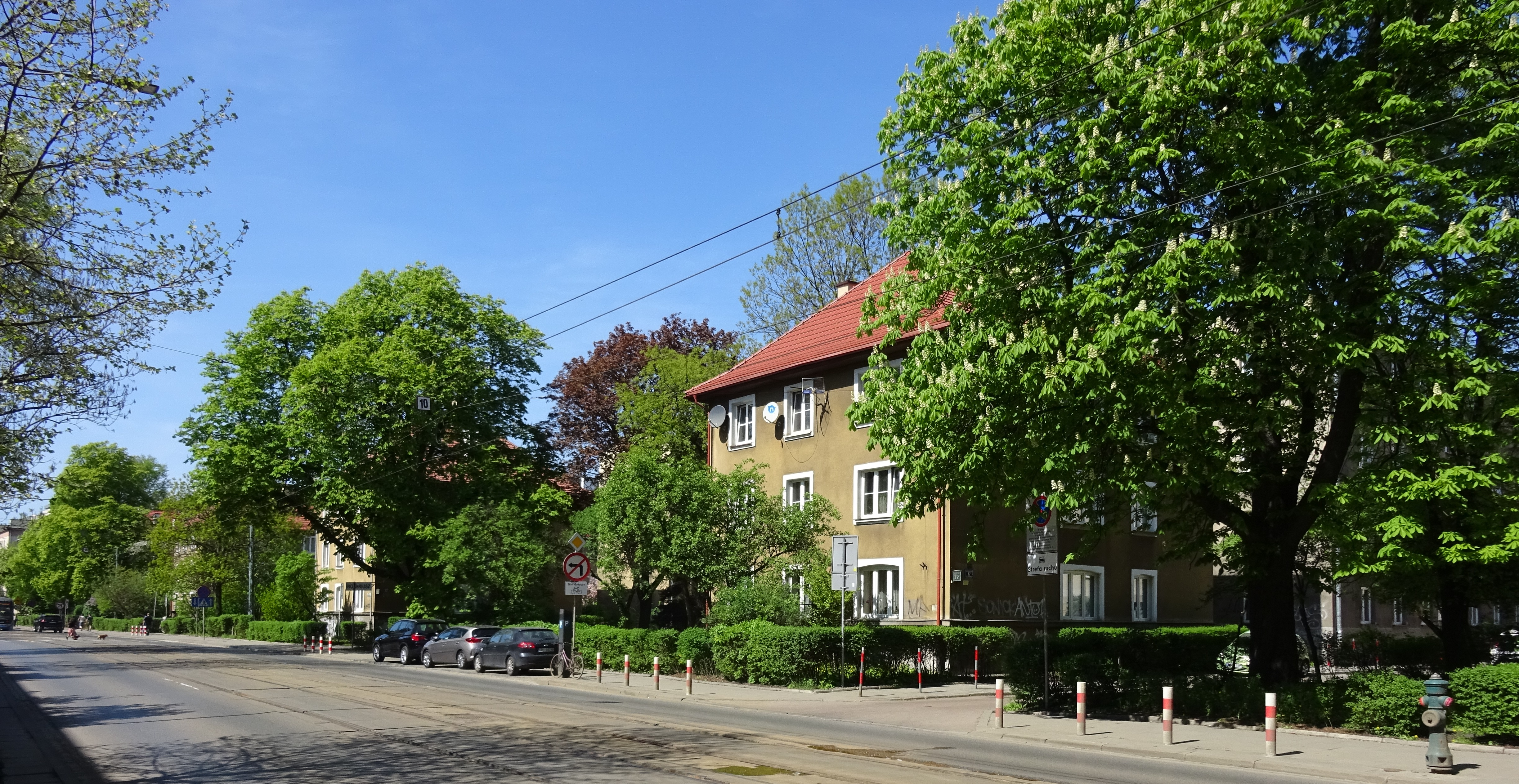
Teil der deutschen Siedlung aus dem Zweiten Weltkrieg, im Vordergrund das Haus ul. Królewska 17

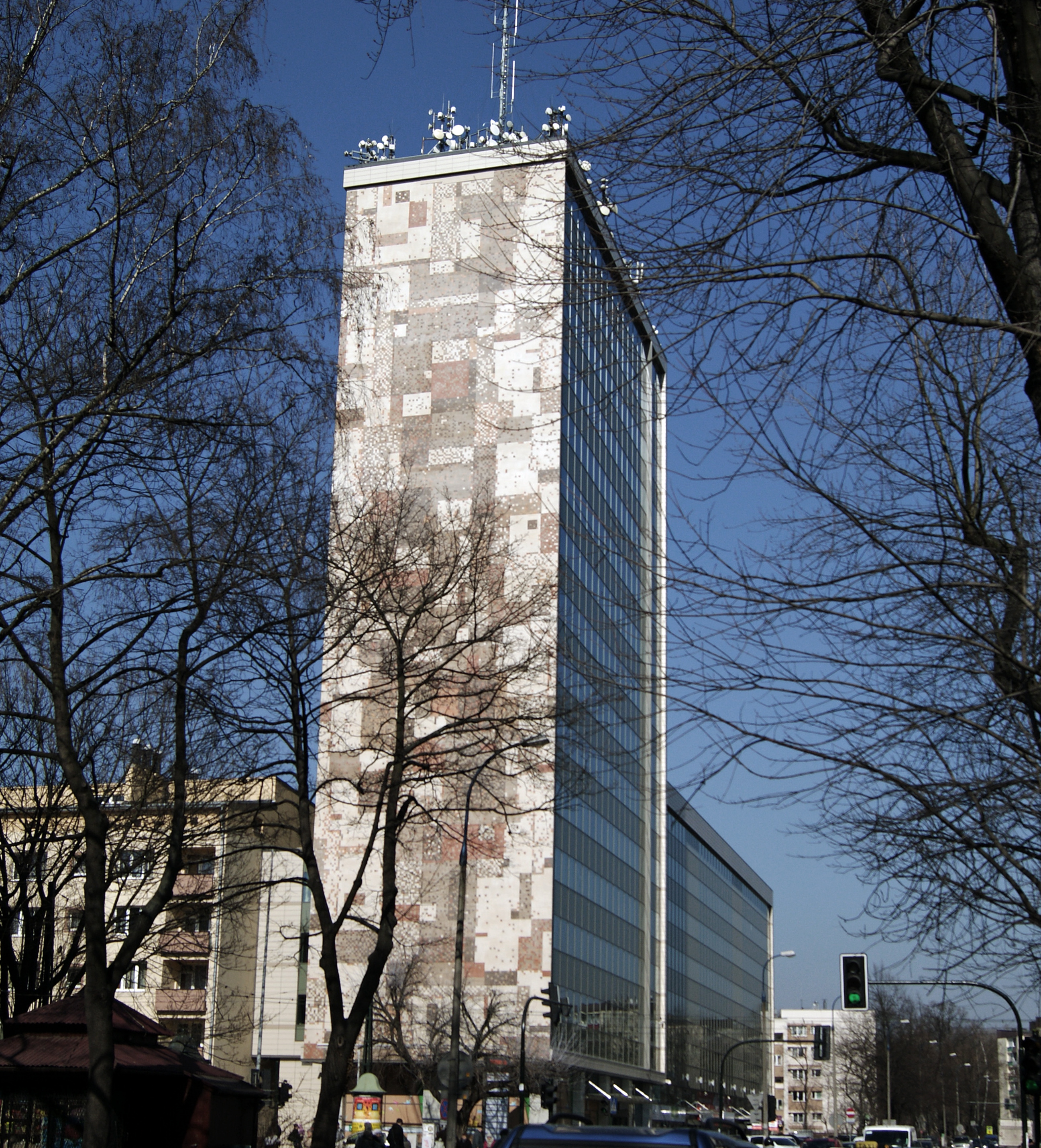
Biprostal-Gebäude

Nowa Wieś (deutsch Neudorf) ist ein Stadtteil von Krakau in Polen, im Stadtbezirk V Krowodrza, nordwestlich der Krakauer Altstadt.

## Geschichte
Im Jahr 1257 erhielten die Vögte Stadt Krakau, die in diesem Jahr nach der Zerstörung durch die Mongolen neu gegründet wurde, die Ackerfelder im Gebiet der späteren Dörfer Czarna Wieś, Łobzów und Nowa Wieś. Sie wurden nach dem Krakauer Aufstand des Vogtes Albert (1311/1312) vom polnischen König beschlagnahmt. Das neue Dorf per locacionem Nove Ville, polnisch Nowa Wieś, wurde im Jahr 1367 von König Kasimir dem Großen nach Deutschem Recht gegründet. Der lateinische Name Nova Villa wurde im Mittelalter benutzt, z. B. von Jan Długosz (1470–1480), später wurde der polnische Name Nowa Wieś mit dem Adjektiv Łobzowska (1564) oder Królewska (königliches) hinzugefügt, während Łobzów manchmal als Antiqua Villa bzw. Stara Wieś (Altdorf) bezeichnet wurde.
Das Dorf gehörte zunächst zum Königreich Polen (ab 1569 in der Adelsrepublik Polen-Litauen), Woiwodschaft Krakau, Kreis Proszowice (später Kreis Kraków).
Bei der dritten Teilung Polens wurde Nowa Wieś 1795 Teil des habsburgischen Kaiserreichs. In den Jahren 1815–1846 gehörte das Dorf zur Republik Krakau und wurde in Nowa Wieś Narodowa (nationales Neudorf) umbenannt.
1846 wurde es als Teil des Großherzogtums Krakau wieder in die Länder des Kaisertums Österreich annektiert. Ab dem Jahr 1855 gehörte Nowa Wieś zum Bezirk Krakau. Anfang des 20. Jahrhunderts begann die Urbanisierung. Gelegentlich wurde damals das Dorf auf Deutsch auch Neudorf benannt.
Im Jahr 1900 verfügte die Gemeinde Nowa Wieś Narodowa über eine Fläche von 92 Hektar mit 146 Häusern und 2373 Einwohnern, davon war die Mehrheit römisch-katholisch (2271) und polnischsprachig (2220), außerdem gab es 92 Juden, 11 Bewohner waren deutschsprachig.
Am 1. April 1910 wurde die Gemeinde nach Krakau eingemeindet. Im Jahr 1921 hatte der Stadtteil XV. Nowa Wieś 254 Gebäude mit 4107 Einwohnern, davon war die Mehrheit polnischer Nationalität (4047) und römisch-katholisch (3920), außerdem zählten 162 Juden zur größten religiösen Minderheit (nach der Nationalitätenangabe 44, die übrigen 118 sahen sich meist als polnischer Nationalität, aber jüdischer Religion).
In der Zwischenkriegszeit wurden für die Professoren der Krakauer Universitäten neue Villen gebaut, daneben wurden auch einige große Gebäude erbaut. Im Zweiten Weltkrieg errichteten die deutschen Besatzer unter der Leitung von Theodor Bauder einige Dutzend mehrgeschossiger Gebäude nach dem Licht und Luft-Prinzip. Die Mustersiedlung, die größte Investition dieser Art im ganzen Generalgouvernement, wurde durch eine neue Straßenbahnlinie „nur für Deutsche“ zugänglich.